# Calce

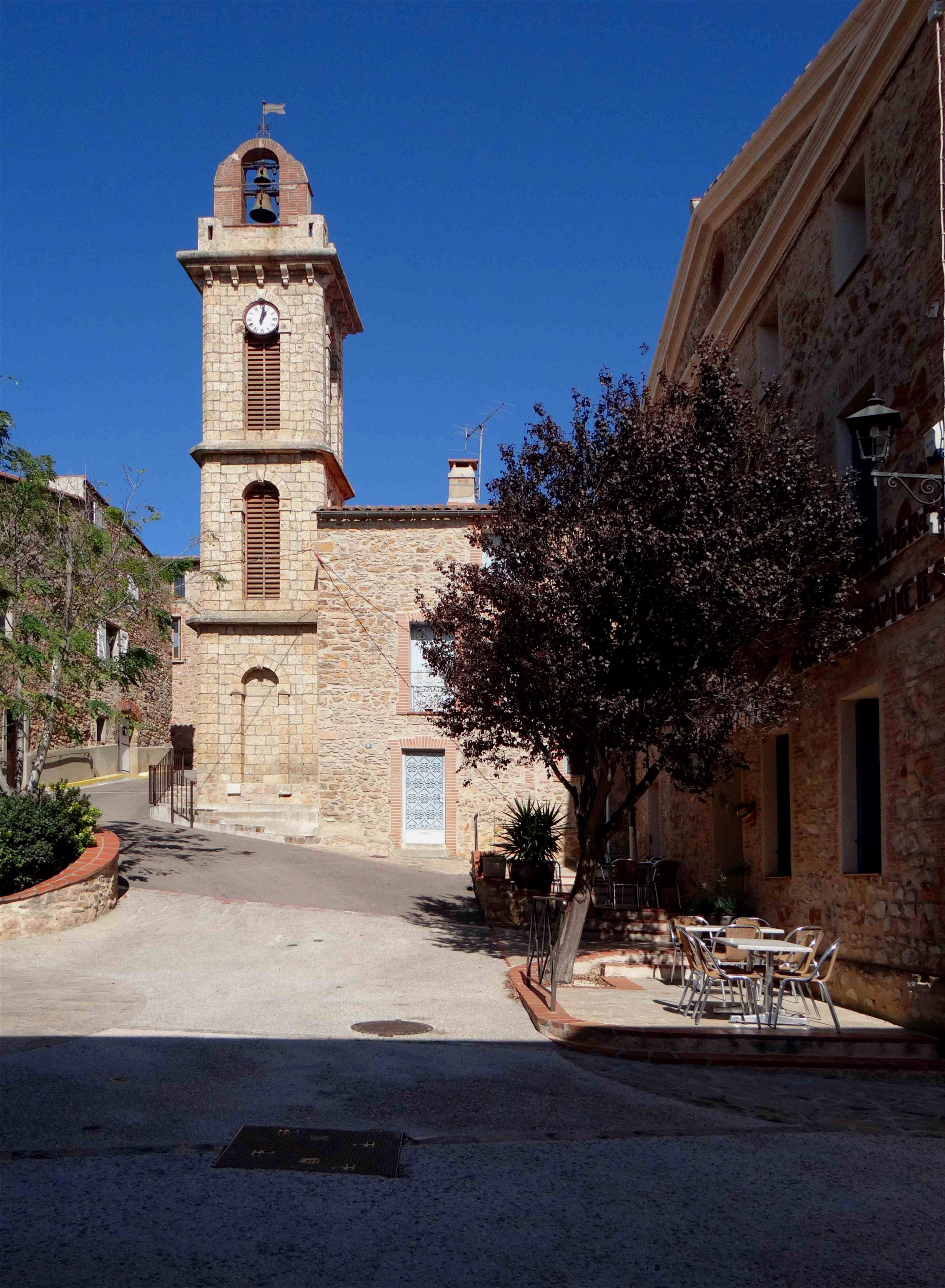
Kerk

Calce is een gemeente in het Franse departement Pyrénées-Orientales (regio Occitanie) en telt 185 inwoners (1999). De plaats maakt deel uit van het arrondissement Perpignan.

## Geografie
De oppervlakte van Calce bedraagt 23,0 km², de bevolkingsdichtheid is 8,0 inwoners per km².

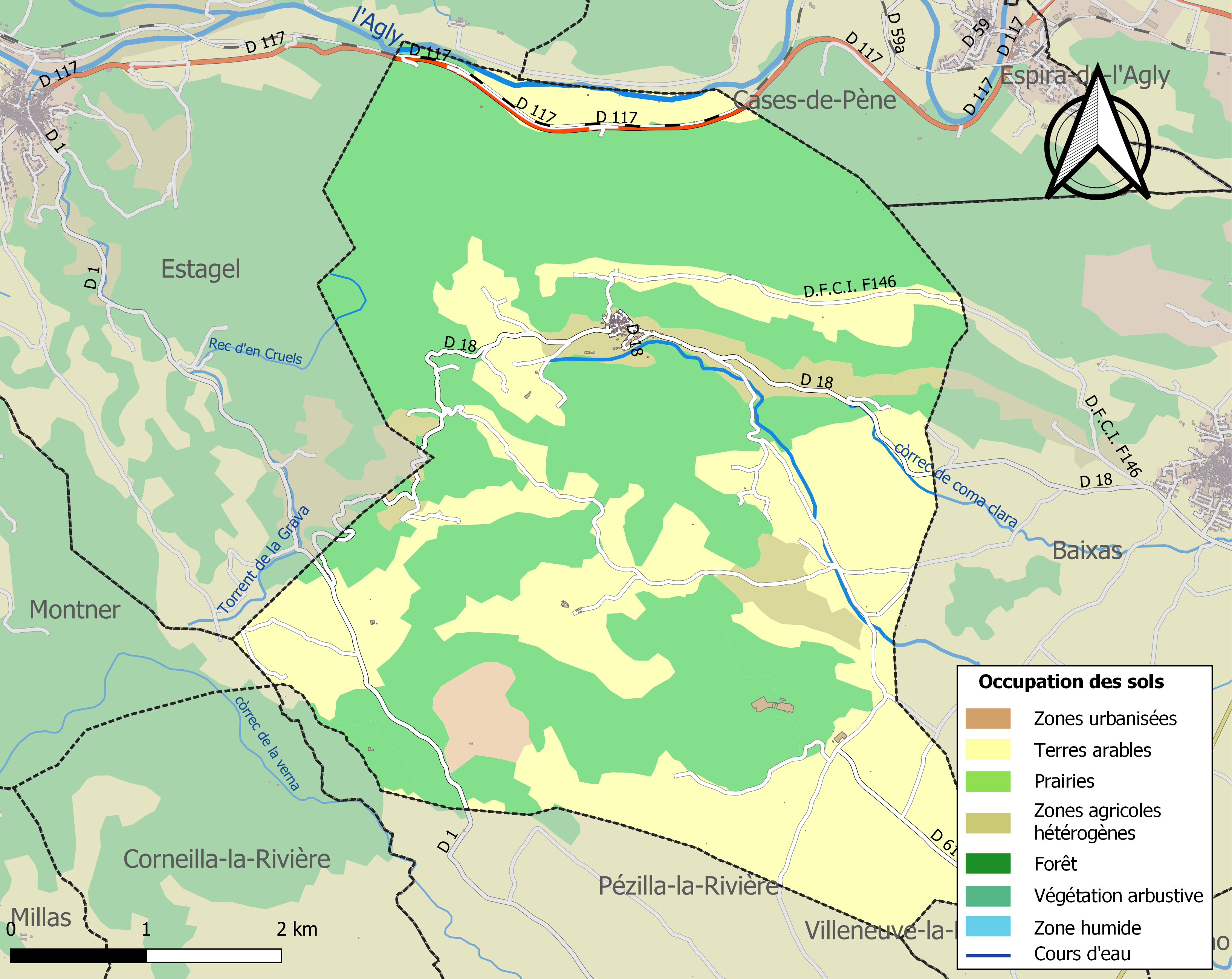
Kaart van de gemeente met de belangrijkste infrastructuur, bodemgebruik en omliggende gemeenten

## Politiek

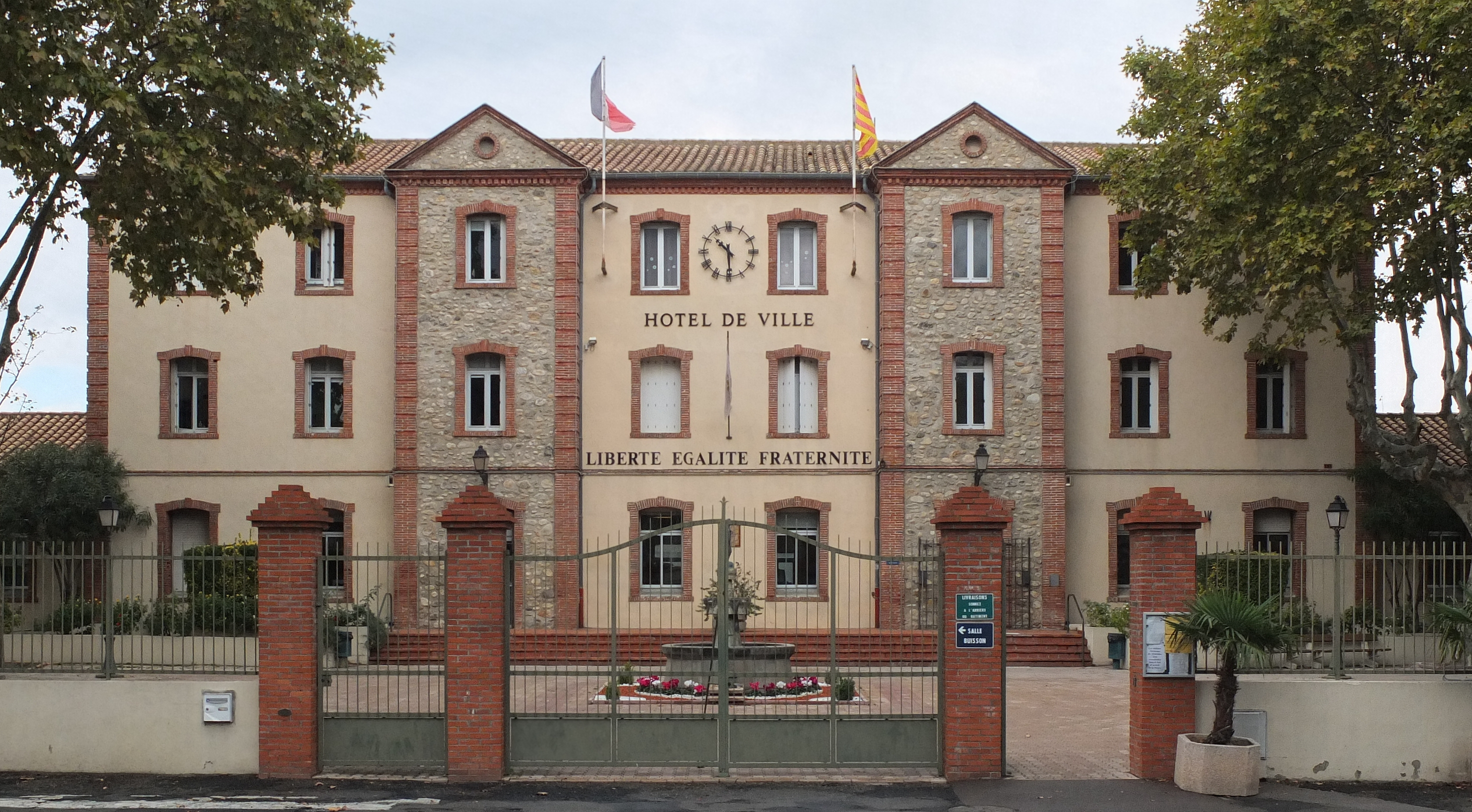
Stadhuis

### Lijst van burgemeesters
| Naam burgemeester     | Ambtsperiode |
| --------------------- | ------------ |
|                       |              |
| Gil Deluncle          | ? - 1815     |
| Pierre Deluncle Vidal | 1815 - ?     |
|                       |              |
| Paul Schramm          | 2001 - 2014  |
| Bruno Valiente        | 2014 -       |

## Demografie
Onderstaande figuur toont het verloop van het inwonertal (bron: INSEE-tellingen).